# اس‌اس دسابلا
اس‌اس دسابلا (به انگلیسی: SS Desabla) یک زیردریایی بود که طول آن ۴۲۰٫۳ فوت (۱۲۸٫۱۱ متر) بود. این زیردریایی در سال ۱۹۱۳ ساخته شد.